# 石河 (秦皇岛)

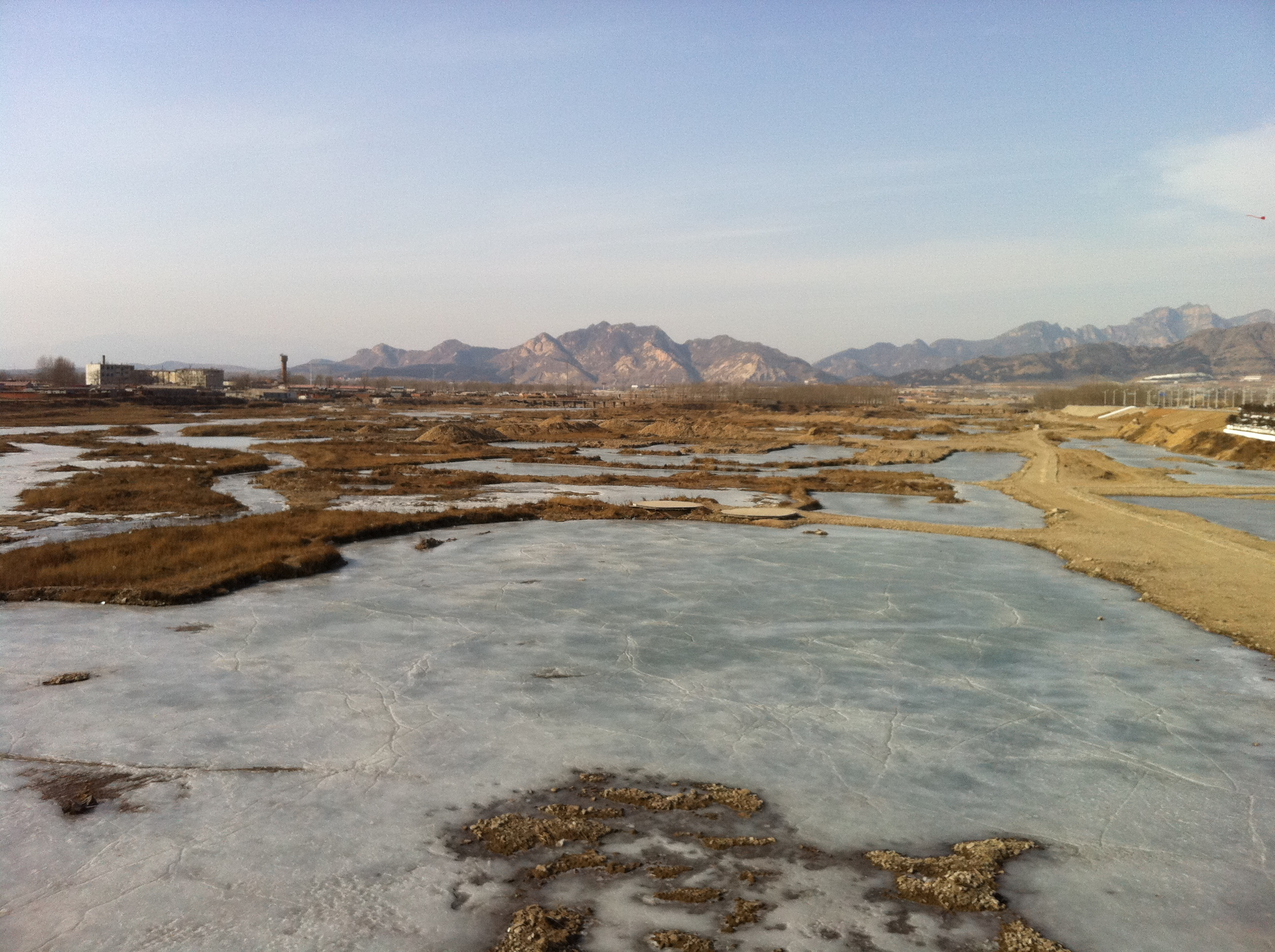
山海关区石河大桥上拍摄的冬季的石河河道

石河，也称大石河，流经中华人民共和国河北省和辽宁省的一条河流，发源于河北省青龙满族自治县龙王庙乡龚杖子村以东的马尾巴岭南侧，蜿蜒向东南流至辽宁省绥中县加碑岩乡王台村东南转西南流，于河北省秦皇岛市海港区驻操营镇杨蒋山村东北右纳西石河后折向南流，经石河水库，最后于山海关区城区东南的石河口注入渤海。河长67.5千米，流域面积618平方千米，年均径流量1.7亿立方米。著名的山海关景区就位于河口北岸。